# Будулан (метеорит)
Будулан (Budulan) — железокаменный метеорит массой около 100 килограмм. Найден в июле 1962 года в селе Будулан, современного сельского поселения «Будулан» Агинского района Забайкальского края, Россия. Основная часть метеорита (98,4 кг) хранится в Метеоритной коллекции РАН, ряд образцов передан в другие музеи и институты мира (Перт, Вашингтон и т. д.). Возраст метеорита по аргон-аргоновому методу составляет от 3,82 до 3,92 млрд лет.